# Michael Gilkes
Michael Gilkes ( Guayana Británica, ahora Guayana; 1933 - Reino Unido, 14 de abril de 2020), fue un crítico literario, dramaturgo, poeta, cineasta y profesor universitario caribeño. Estuvo involucrado en el teatro durante más de 40 años, como director, actor y dramaturgo, ganando el Premio Guyana de Drama en 1992 y 2006, así como el Premio Guyana al Mejor Libro de Poesía en 2002. También fue respetado por su visión y escritos sobre el trabajo de Wilson Harris.

## Biografía
La participación de Gilkes con el teatro comenzó en su Guyana natal cuando tenía unos 12 años, trabajando en el teatro escolar, y luego se involucró con el Gremio de Teatro de Guyana.
Enseñó en varias universidades del Caribe, Canadá y el Reino Unido durante los últimos 40 años, incluso en la Universidad de Kent en Canterbury, la Universidad de Warwick, la Universidad de Guyana, la Universidad de las Indias Occidentales (donde se desempeñó como lector en inglés y jefe del departamento de inglés) en Barbados y Sir Arthur Lewis Community College en Santa Lucía. Fue profesor visitante de Quillian en el Randolph-Macon Woman's College. En Bermudas dirigió obras de teatro y enseñó un taller de teatro organizado por el Departamento de Asuntos Comunitarios y Culturales del Instituto Berkeley.
Su trabajo incluye Couvade: A Dream-play of Guyana (publicado en 1974), Wilson Harris and the Caribbean Novel (1975) y The Literate Imagination: Essays on the Novels of Wilson Harris (1989). Un proyecto reciente en el que Gilkes estaba trabajando fue la película Maira and the Jaguar People, ambientada en Rupununi en 2016, con un elenco que presenta principalmente a la población indígena Makushi de Surama.
Su obra Couvade se realizó por primera vez en la primera Carifesta en 1972, y en 1978 se produjo en el Keskidee Center de Londres, dirigida por Rufus Collins, con un elenco que incluía a Imruh Caesar y otros.
Murió en Reino Unido el 14 de abril de 2020, a los 86 años, después de contraer Covid-19.

## Premios
Su obra A Pleasant Career, sobre la vida y la ficción de Edgar Mittelholzer, ganó el Premio Guyana de Drama en 1992. Joanstown y otros poemas, una colección de poesía, ganó el Premio Guyana al Mejor Libro de Poesía en 2002. Ganó nuevamente el Premio Guyana de Drama en 2006 por su obra The Last of the Redmen.